# Salomé Corbo
Salomé Corbo est une actrice québécoise de théâtre, de cinéma et de télévision et scénariste. Elle est diplômée du Conservatoire d'art dramatique de Montréal et joue dans la Ligue Nationale d'Improvisation depuis 2000 ainsi que dans plusieurs autres ligues d'impro. Elle a gagné plusieurs prix Gémeaux. Elle a survécu aux Attentats du 22 mars 2016 à Bruxelles.

## Biographie
Salomé Corbo est la fille de Stefano Corbo et Lorraine Séguin.[réf. nécessaire]
Elle est diplômée du Conservatoire d'art dramatique de Montréal, promotion de l'année 2000. Actrice hétéroclite, elle est active au théâtre et à la télévision et a commencé à jouer dans plusieurs ligues d'improvisation en 2000 dont la Ligue Nationale d'Improvisation.
En 2023, Salomé Corbo fait partie de l'équipe des Violets dans la Ligue Nationale d'improvisation (LNI).

## Implications
Depuis 2014, elle est porte-parole de l'initiative « La lecture en cadeau » de la Fondation pour l'alphabétisation. 

## Filmographie

### Cinéma
- 2008 : Dans une galaxie près de chez vous 2 : la Prêtresse
- 2009 : Reste avec moi : une policière

### Télévision
- 2000 : Willie :  Rachel
- 2000 : Catherine : Stéphanie
- 2001 : Ayoye!
- 2004 : Les Bougon, c'est aussi ça la vie! : une Étudiante fonctionnaire
- 2005 : Minuit, le soir : Cynthia
- 2005 : États-humains
- 2006 : Pure laine : une policière
- 2006 : La Job : Karine Robert
- 2008 : Ramdam : Fabienne Malenfant
- 2009 : 450, chemin du Golf :  Gaelle
- 2010 - 2014 : Toute la vérité : Anaïs Duguay
- 2012 - 2017 : Unité 9 : Caroline Laplante
- 2017 - 2019 : District 31 : Maripier Larin

### Théâtre
- 1999 : L'incompréhensible vérité du maître : 1er rôle
- 2001 : Dave veut jouer Richard III : Céline
- 2010 : L'Avare : Élise
- 2015 : Collection printemps-été

## Récompenses et nominations

### Récompenses
- 2006 : Prix Gémeaux dans la catégorie Meilleur texte: dramatique
- 2010 : Gagnante trophée Yvon Leduc de la Ligue nationale d'improvisation

### Nominations
- 2002 : Prix Gémeaux dans la catégorie Meilleure interprétation, série jeunesse
- 2008 : Prix Gémeaux dans la catégorie Meilleur texte: série dramatique
- 2009 : Prix Gémeaux dans la catégorie Meilleur texte: série dramatique